# Samuel Hood (1er vicomte Hood)
Pour les articles homonymes, voir Amiral Hood et Hood.
 (janvier 2012).
Si vous disposez d'ouvrages ou d'articles de référence ou si vous connaissez des sites web de qualité traitant du thème abordé ici, merci de compléter l'article en donnant les références utiles à sa vérifiabilité et en les liant à la section « Notes et références ».

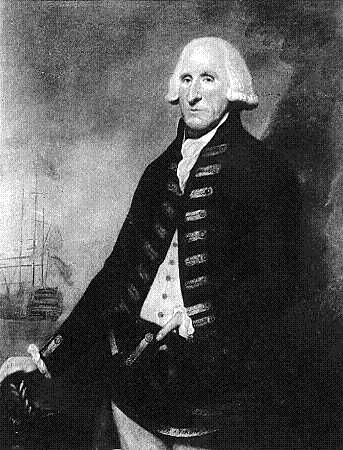
Samuel Hood

Samuel Hood, 1er vicomte de Hood, né à Butleigh le 12 décembre 1724 et mort à Londres le 27 janvier 1816, est un officier de marine britannique des XVIIIe et XIXe siècles. Il termine sa carrière dans la Royal Navy avec le grade d'Admiral.

## Début de carrière
Fils de Samuel Hood, vicaire de Butleigh dans le Somerset, il entre dans la Royal Navy le 6 mai 1741. Il sert comme aspirant, en compagnie de Rodney sur le HMS Ludlow et obtient ses galons de lieutenant en 1746. Il a d'abord la chance de servir sous les ordres d'officiers de valeur[Lesquels ?] en mer du Nord. En 1754 il obtient le commandement du sloop HMS Jamaica sur lequel il sert en Amérique du Nord.

## La guerre de Sept Ans
En 1759, alors capitaine de la frégate HMS Vestal (32 canons), il capture la frégate française la Bellone (32) après un combat acharné. Il sert dans la Manche et, sous les ordres de Rodney, en 1759 il est chargé de détruire les bateaux français de transport de troupes destinés à l'invasion de l'Angleterre.
Sa carrière semble toutefois connaître un coup d'arrêt une fois la paix revenue et en 1778, il accepte un commandement qui en temps ordinaires aurait mis un terme à sa carrière dans l'active : il devient commissaire des entrepôts de Portsmouth et gouverneur de l'Académie navale. Ces postes était généralement offerts aux officiers que l'on retirait du service à la mer.

## La guerre d'indépendance des États-Unis
En 1778, à l'occasion de la visite du Roi à Portsmouth, il est fait Baronnet.
Rodney qui sert dans les Indes occidentales se plaint d'un manque de soutien de la part de ses subordonnés qu'il accuse de déloyauté à son égard. Lorsque Hood atteint le rang de Rear-admiral le 26 septembre 1780, il est envoyé aux Indes occidentales à la demande de Rodney qu'il rejoint en janvier 1781 sur son navire amiral le HMS Barfleur (1768) et reste dans les Indes occidentales et le long des côtes nord-américaines jusqu'à la fin de la guerre d'indépendance des États-Unis.
Toutefois, ses relations avec Rodney seront souvent difficiles et peu amicales. Ils seront presque constamment en désaccord sur la stratégie générale : Rodney se préoccupe plus de s'enrichir en s'emparant facilement de quelques îles alors que Hood souhaite maintenir les forces navales anglaises regroupées pour porter un coup décisif à la marine française.
Il va à plusieurs reprises commander des escadres importantes alors que Rodney est reparti temporairement vers l'Angleterre. Il assure le blocus de Fort Royal mais doit s'écarter devant la supériorité numérique de l'escadre du comte de Grasse qui vient d'escorter des renforts considérables de troupes et de matériel. Systématiquement en infériorité de forces, Hood va toujours réussir à échapper aux forces navales françaises.
Rodney étant toujours absent, c'est l'amiral Graves qui commande l'ensemble des forces navales anglaises. Hood doit se contenter de la responsabilité de l'escadre arrière, ce qui le frustre et leurs relations sont mauvaises. Lors de la bataille de la Chesapeake, il est peu actif car Graves, timoré, a refusé de suivre son conseil d’attaquer massivement pour profiter du désordre de la flotte française en train d'appareiller.
Il commande ensuite l’ensemble des forces anglaises pour s’opposer à l’attaque des Français sur l'île Saint-Christophe. Manœuvrant de façon rusée et habile, il réussit à déloger la flotte française de son ancrage et lui prend sa place sans essuyer aucune perte. Son escadre bien embossée repousse les attaques de Grasse. Après la reddition des forces anglaises terrestres de l'île, il réussit à faire échapper son escadre de nuit grâce à des falots trompeurs en profitant de l'éloignement temporaire du gros de la flotte française partie faire de l'eau. Bien que son action n’ait pas suffi, faute de forces terrestres suffisantes à empêcher la capitulation de Saint-Christophe, son comportement fut qualifié de « plus brillante action réalisée par un amiral anglais de toute la guerre ». 
De nouveau sous les ordres de Rodney, il joue un rôle essentiel dans la bataille des Saintes (avril 1782) au cours de laquelle, il s’empare avec son arrière-garde de deux vaisseaux et deux frégates.

## Une carrière politique pendant la paix
Pair d’Irlande en 1783, il est ensuite Member of Parliament pour la circonscription de Westminster pour plusieurs mandats[Quand ?] et membre du Conseil de l’Amirauté en 1788.

## Les guerres de la Révolution
Commandant en chef en Méditerranée en 1793, il occupe Toulon que lui ont livrée les royalistes et s’empare des vaisseaux français. Il doit cependant l’abandonner face au siège des troupes de Dugommier et Bonaparte mais un de ses commodores William Sidney Smith détruit en partant 8 vaisseaux et en emporte quatre. Il occupe brièvement la Corse livrée par Paoli mais échoue en raison des vents défavorables dans une attaque de la flotte de Toulon en cours de reconstitution début 1794. Critiqué sur la façon dont il a mené les opérations en Méditerranée, il est rappelé. Bien que promu amiral et vicomte en 1796 il n’exercera plus de commandement.
Il sera jusqu’à sa mort, gouverneur de l’hôpital maritime de Greenwich.

## Bilan
Un grand amiral, surtout habile manœuvrier, dont le mauvais caractère et les relations difficiles avec ses supérieurs ont à plusieurs reprises gêné la carrière.[réf. nécessaire]
On attribue parfois à tort à Samuel Hood la victoire remportée par l’Antelope (50) commandée par son frère, sir Alexander Hood, lui aussi futur amiral, contre le vaisseau Aquilon en 1757.

## Honneurs et postérité
Trois vaisseaux de la Royal Navy ont été baptisés en son honneur, y compris le croiseur de bataille coulé par le Bismarck en 1941.